# 梅姆林号列车
梅姆林号（德語：Memling）是曾經运营于法国巴黎至比利时布鲁塞尔间一班长途列车所使用的名称，由法国国家铁路及比利时国家铁路在1974年至1997年间共同开行。其命名源自中世纪的德国画家汉斯·梅姆林，后者生平曾常年活跃于法兰德斯地区（今属比利时）。列车曾先后被纳入全欧快车（TEE）和欧城列车（EC）等类别，直至1997年被大力士高速列车（Thalys）所取代。

## 全欧快车
梅姆林号是在1974年与鲁本斯号共同作为全欧快车首次推出，以满足巴黎至布鲁塞尔间日益增长的乘客数量。这是两地间开行的第五班及第六班全欧快车，它们与此前四班全欧快车共同获得从79至88的连续编号分配，其中梅姆林在巴黎北站的发车时间为早晨6:45分，使用车次为TEE79次；在布鲁塞尔南站的返程发车时间则设于下午6:40分，早于同方向的当日最后一班法兰西岛号（TEE88次）发车，因而使用车次为TEE86次。
| TEE86次 | TEE86次 | 停靠站   | TEE79次 | TEE79次 |
| 里程    | 时刻    | 停靠站   | 时刻    | 里程    |
| ------- | ------- | -------- | ------- | ------- |
| 0       | 18:40   | 布鲁塞尔 | 09:05   | 310     |
| 310     | 21:00   | 巴黎     | 06:45   | 0       |

梅姆林号运行采用电力机车牵引的客车车厢编组。其在法国境内的本务机主要由法国国家铁路CC40100型电力机车担当，比利时境内的本务机则由在技术上与前者完全相同的比利时国家铁路18型电力机车担当。客车车厢则采用DEV Inox型车厢，部分配属于法国国家铁路，部分则配属与比利时国家铁路。
1984年5月30日，巴黎至布鲁塞尔的全欧快车服务被缩减为双向每日四班，梅姆林号就此结束了作为全欧快车的运营。

## 欧城列车
自1987年起，梅姆林号开始接替原全欧快车蓝宝石号担当比利时奥斯滕德至德国科隆的欧城列车服务。这条线路最终在1997年被新投入运营的大力士高速列车所取代。

## 脚註
1. ↑  Mertens & Malaspina 2007，第362頁.
2. ↑  Hajt 2001，第114頁.
3. ↑  Mertens & Malaspina 2007，第363頁.
4. ↑  Hajt 2001，第106頁.
5. ↑  Mertens & Malaspina 2007，第364頁.